# Ga Neunggok
Ga Neunggok (Tiếng Hàn: 능곡역, Hanja: 陵谷驛) là ga đường sắt nằm ở Todang-dong, Deogyang-gu, Goyang-si, Gyeonggi-do trên Tuyến Gyeongui–Jungang, Tuyến Seohae và Tuyến Gyooe. Tuyến Gyooe chuyển hướng tại nhà ga này, nhưng nó không thực sự hoạt động. Vào ngày 1 tháng 7 năm 2023, Tuyến Seohae đã khai trương và trở thành ga trung chuyển.

## Bố trí ga
| ↑ Daegok   |                         |            |
| \| ８７ \| | ６５ \| ４３ \|         | ２１ \|    |
| ↑ Haengsin | Sân bay Quốc tế Gimpo ↓ | Haengsin ↓ |

| 1·2 | ● Tuyến Gyeongui–Jungang | Địa phương·Tốc hành | → Hướng đi Haengsin · Yongsan · Seoul · Yongmun → → Bắt đầu từ ga này    |
| 3·4 | ● Tuyến Seohae           | Địa phương          | → Hướng đi Sân bay Quốc tế Gimpo · Sân vận động Bucheon · Sosa · Wonsi → |
| 5·6 | ● Tuyến Seohae           | Địa phương          | ← Hướng đi Daegok · Baengma · Pungsan · Ilsan                            |
| 7·8 | ● Tuyến Gyeongui–Jungang | Địa phương·Tốc hành | ← Hướng đi Daegok · Ilsan · Geumchon · Munsan → Kết thúc tại ga này      |

## Hình ảnh

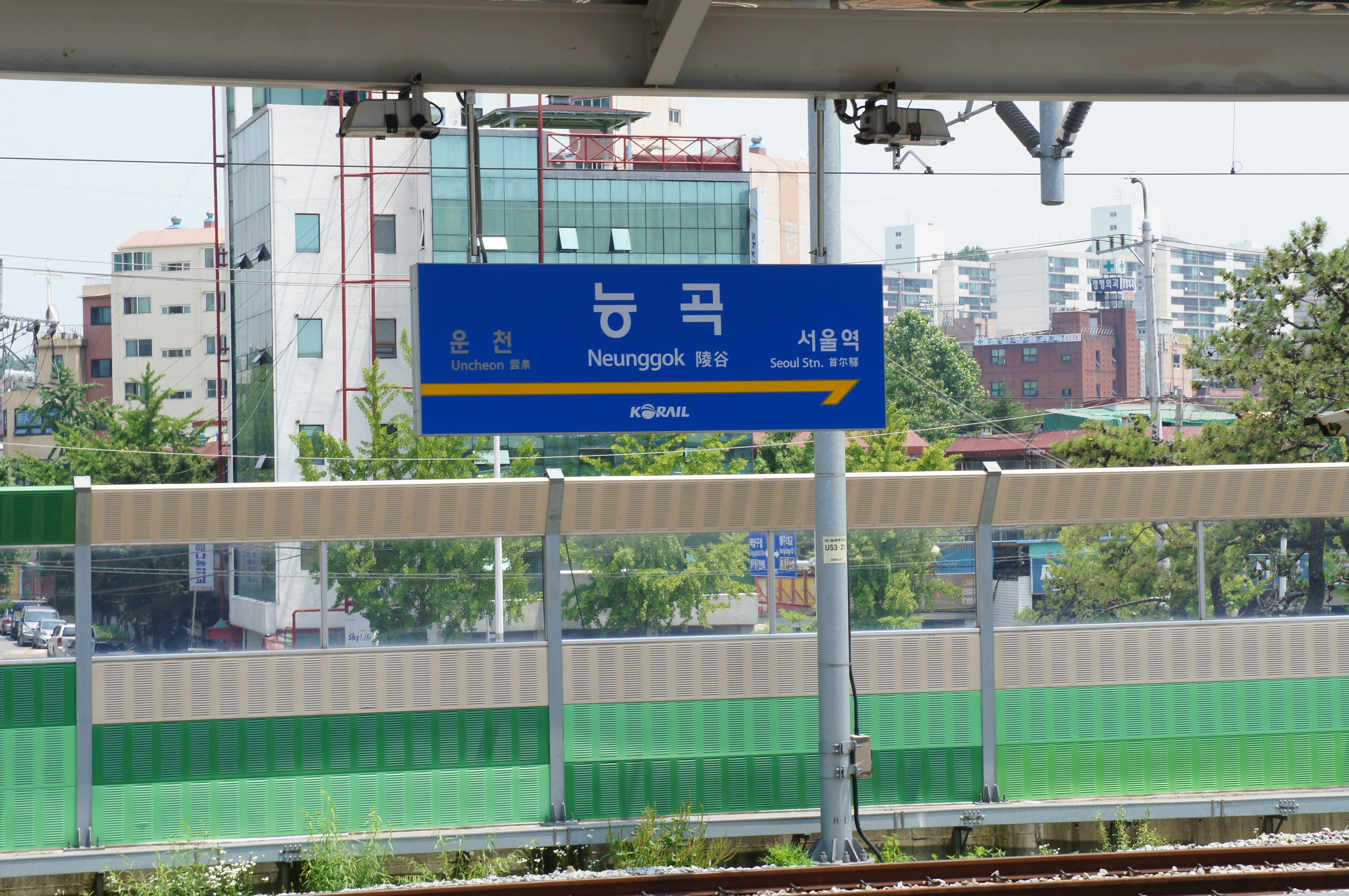
Bảng tên nhà ga cũ DMZ-Train (Nền tảng tuyến Gyeongui-Jungang hiện tại)
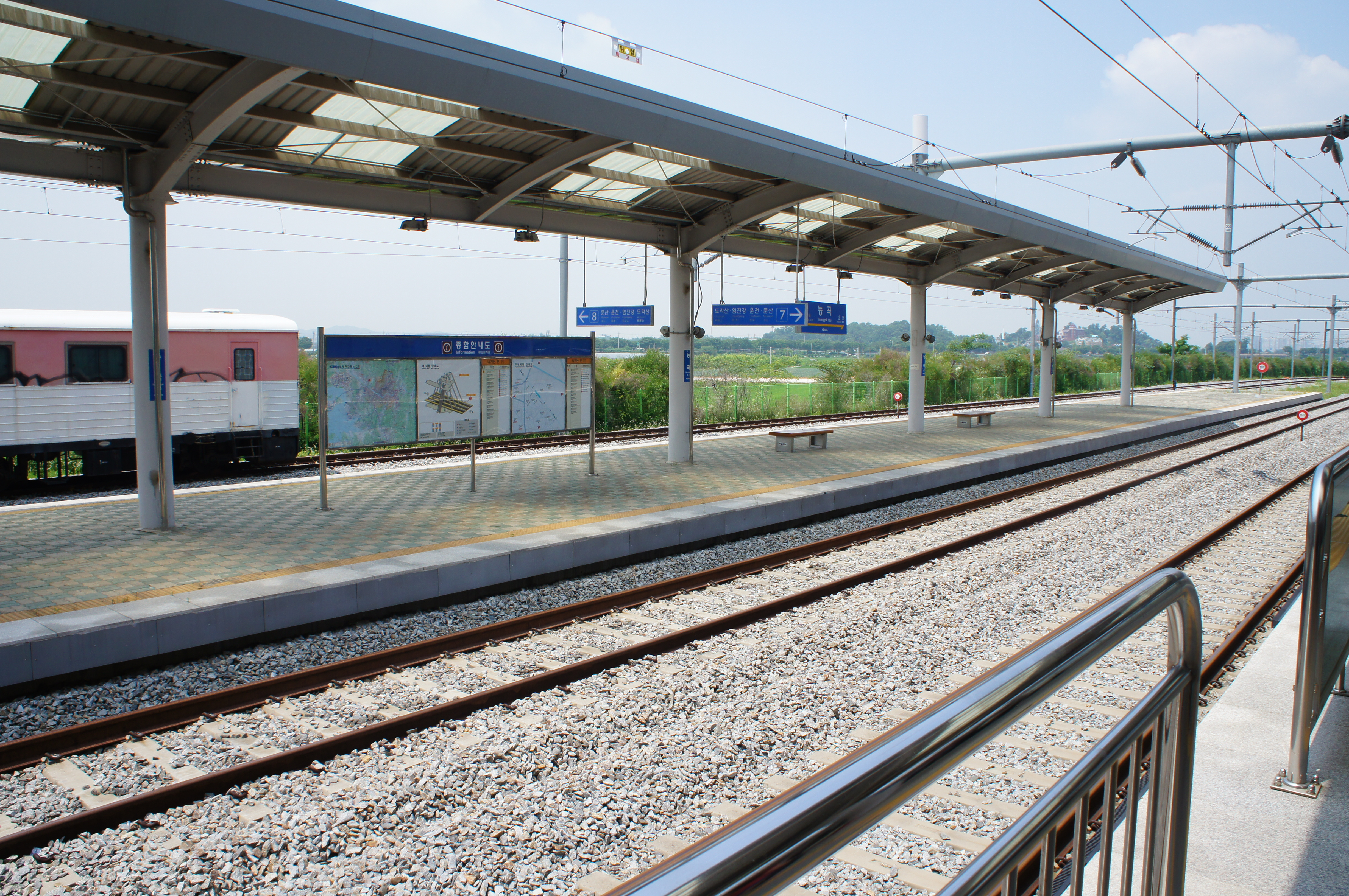
Sân ga DMZ-Train cũ (Sân ga tuyến Gyeongui-Jungang hiện tại)
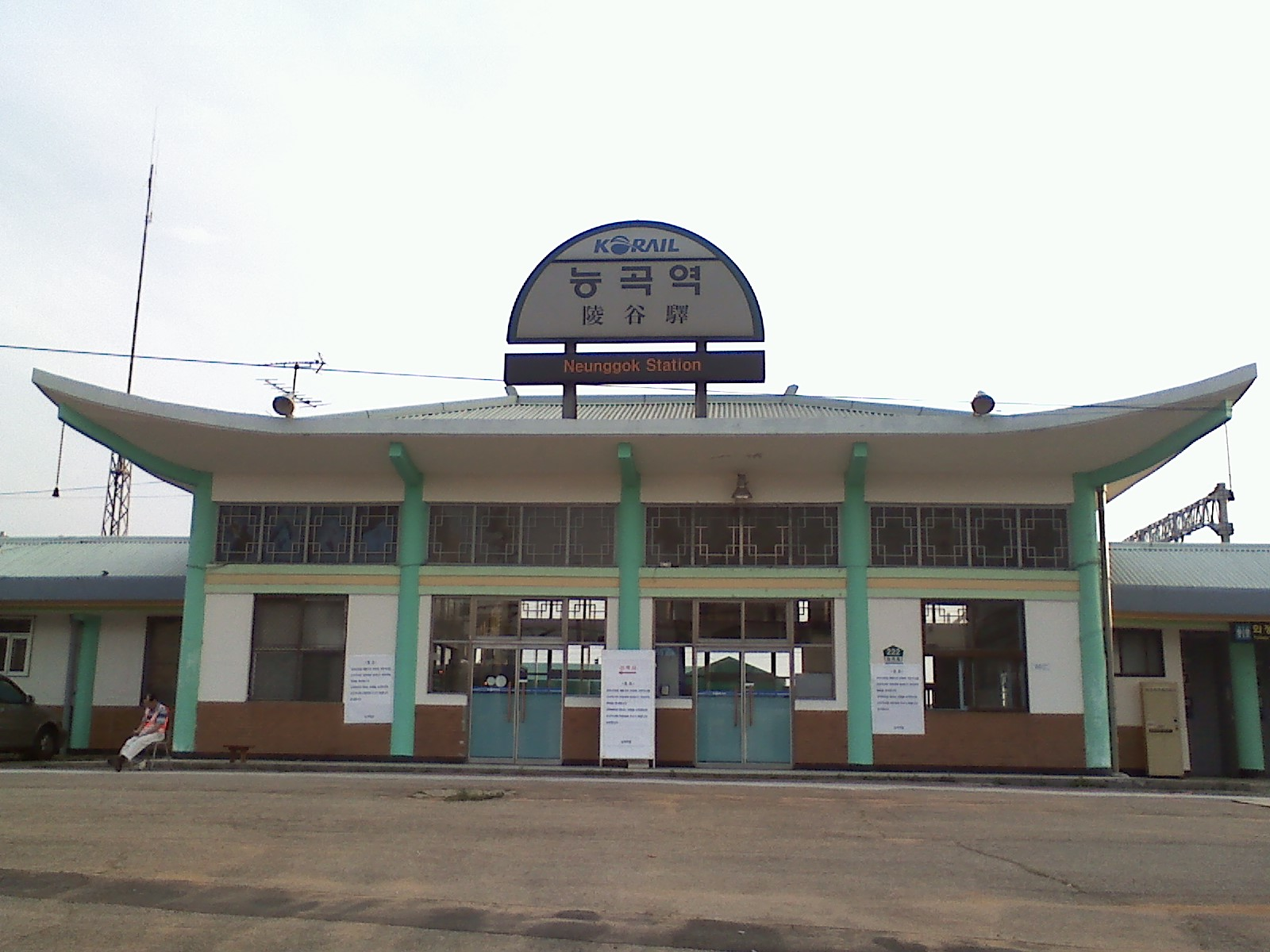
Nhà ga cũ (27 tháng 6 năm 2009)
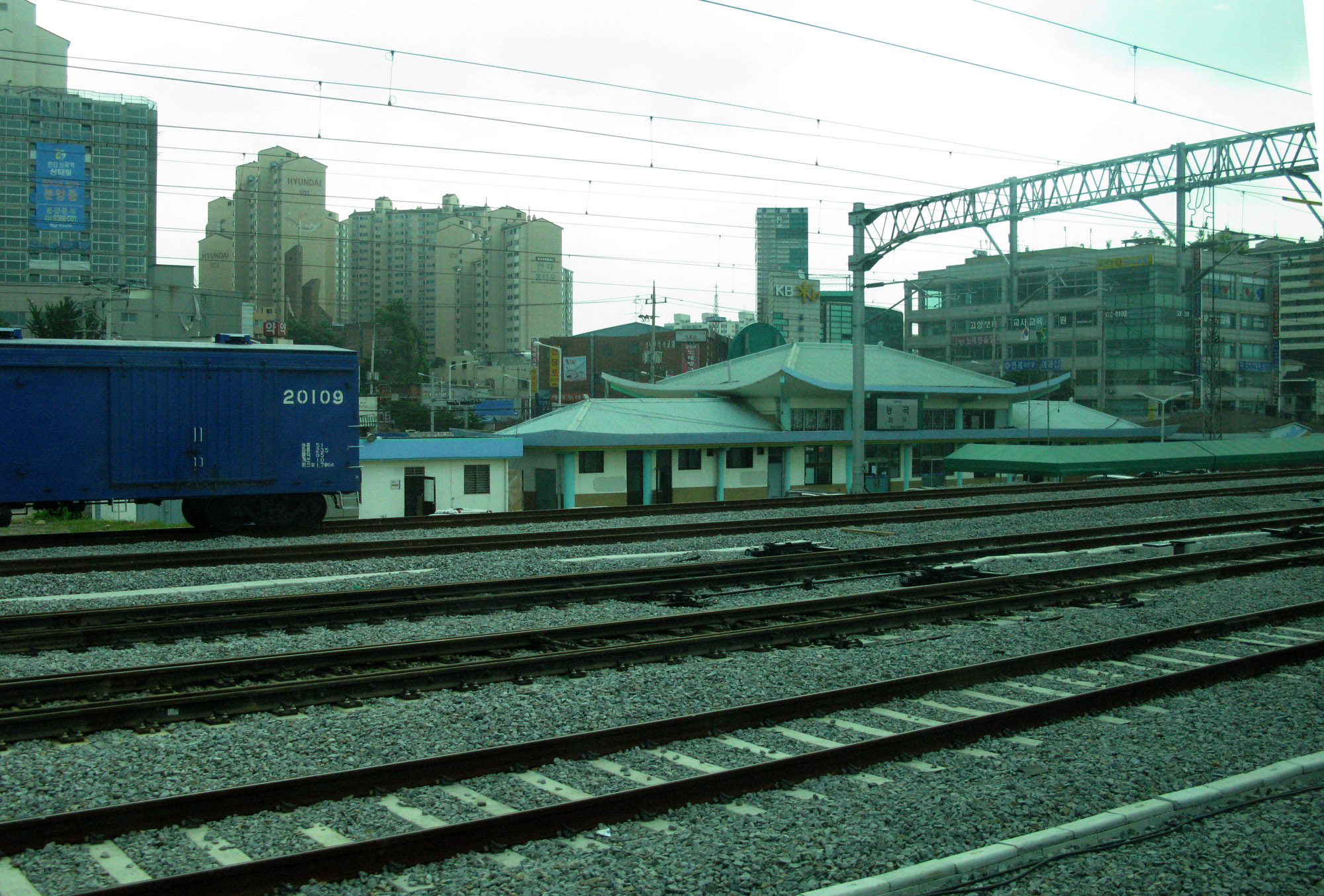
Sân ga cũ
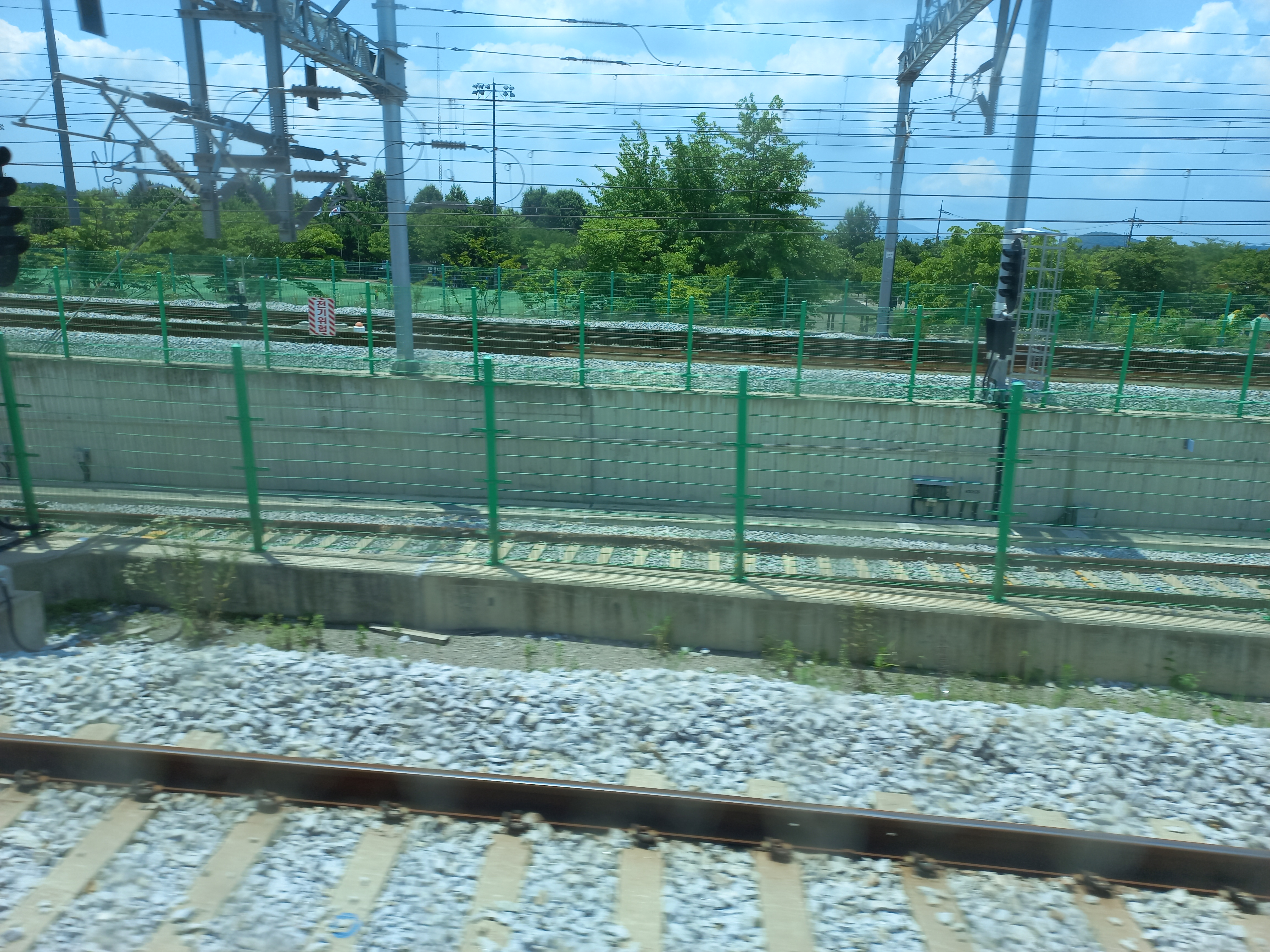
Tuyến Seohae đang được xây dựng
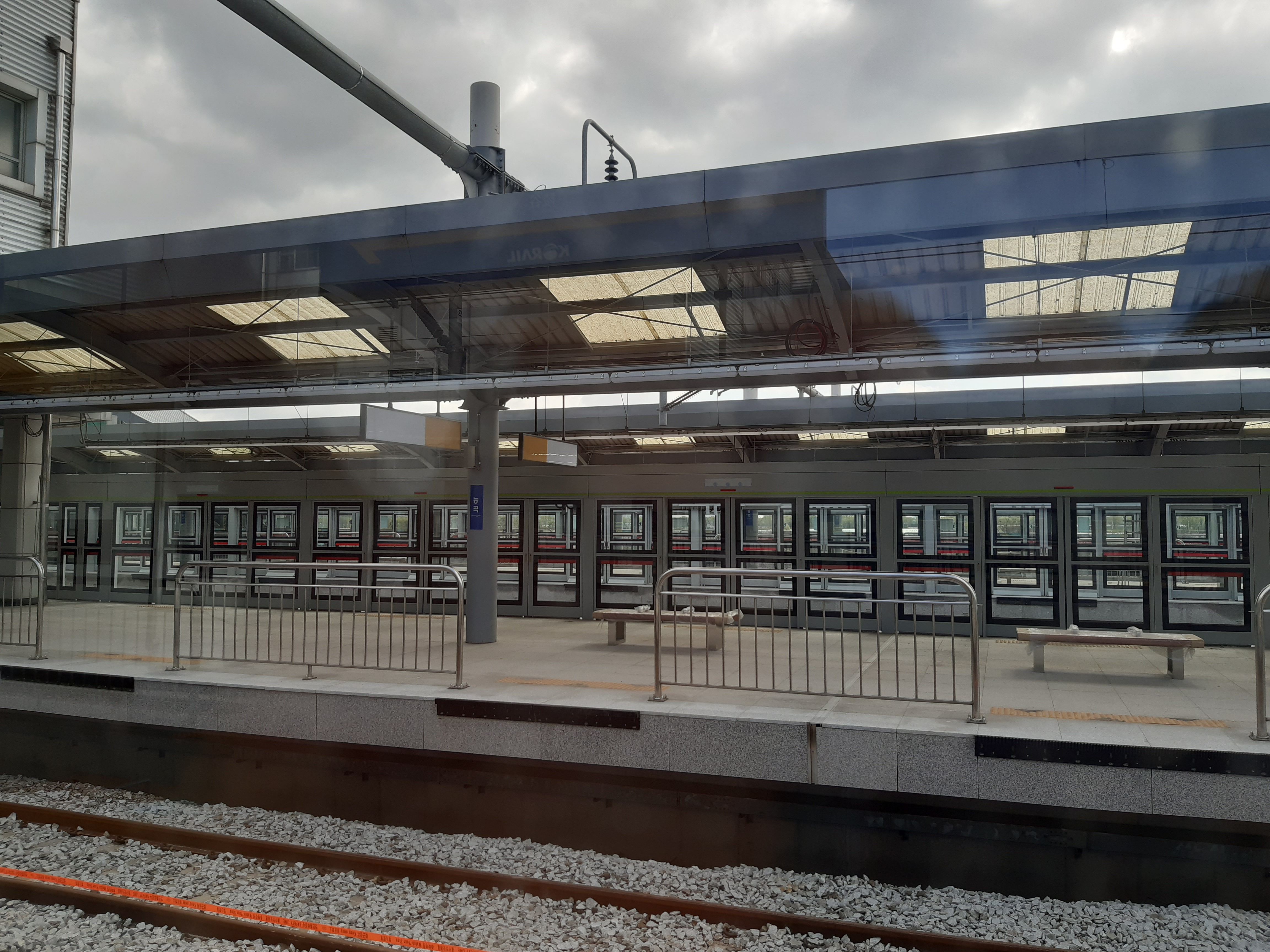
Sân ga Neunggok Tuyến Seohae
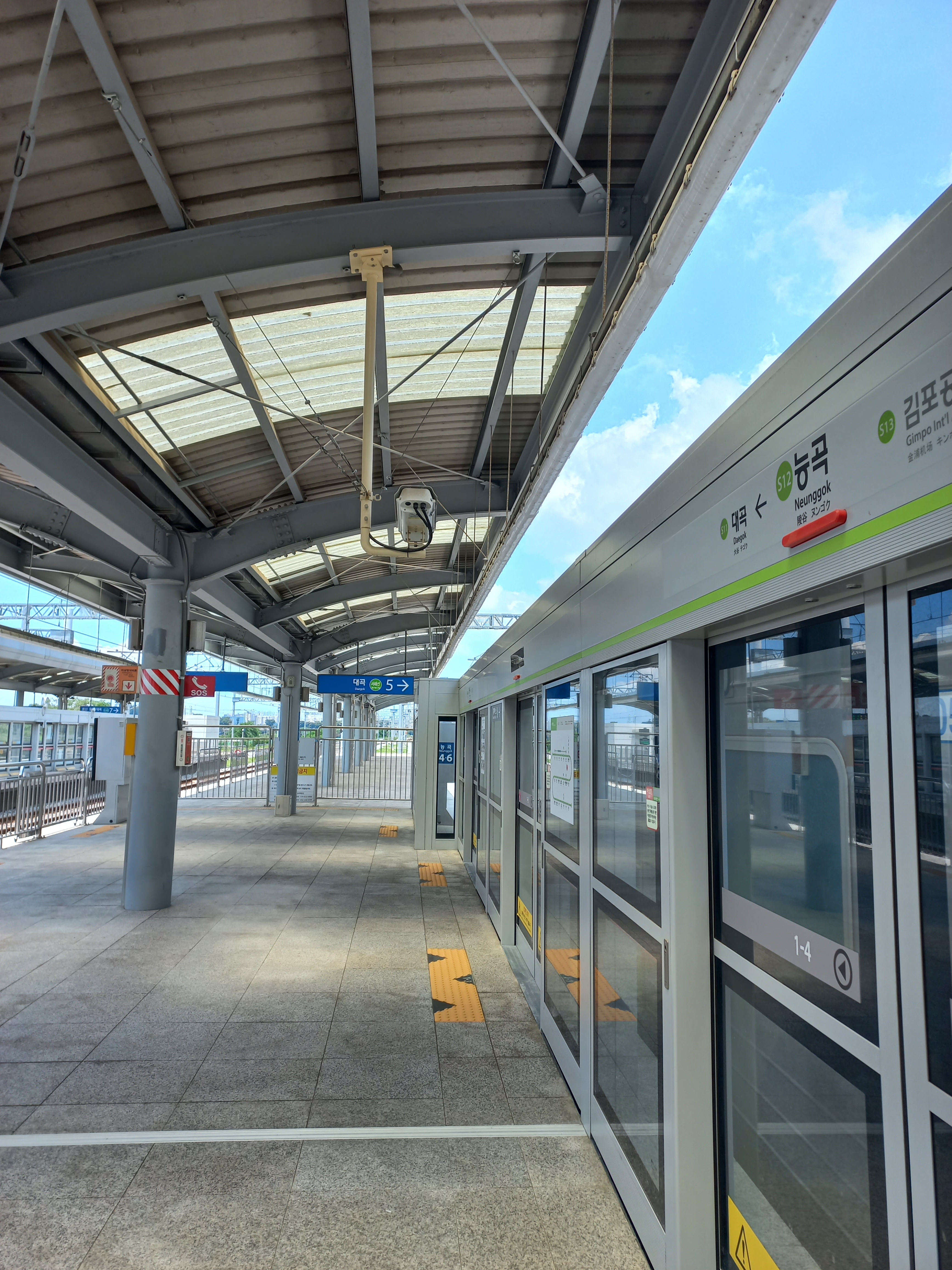
Ga Neunggok Tuyến Seohae Sân ga 2
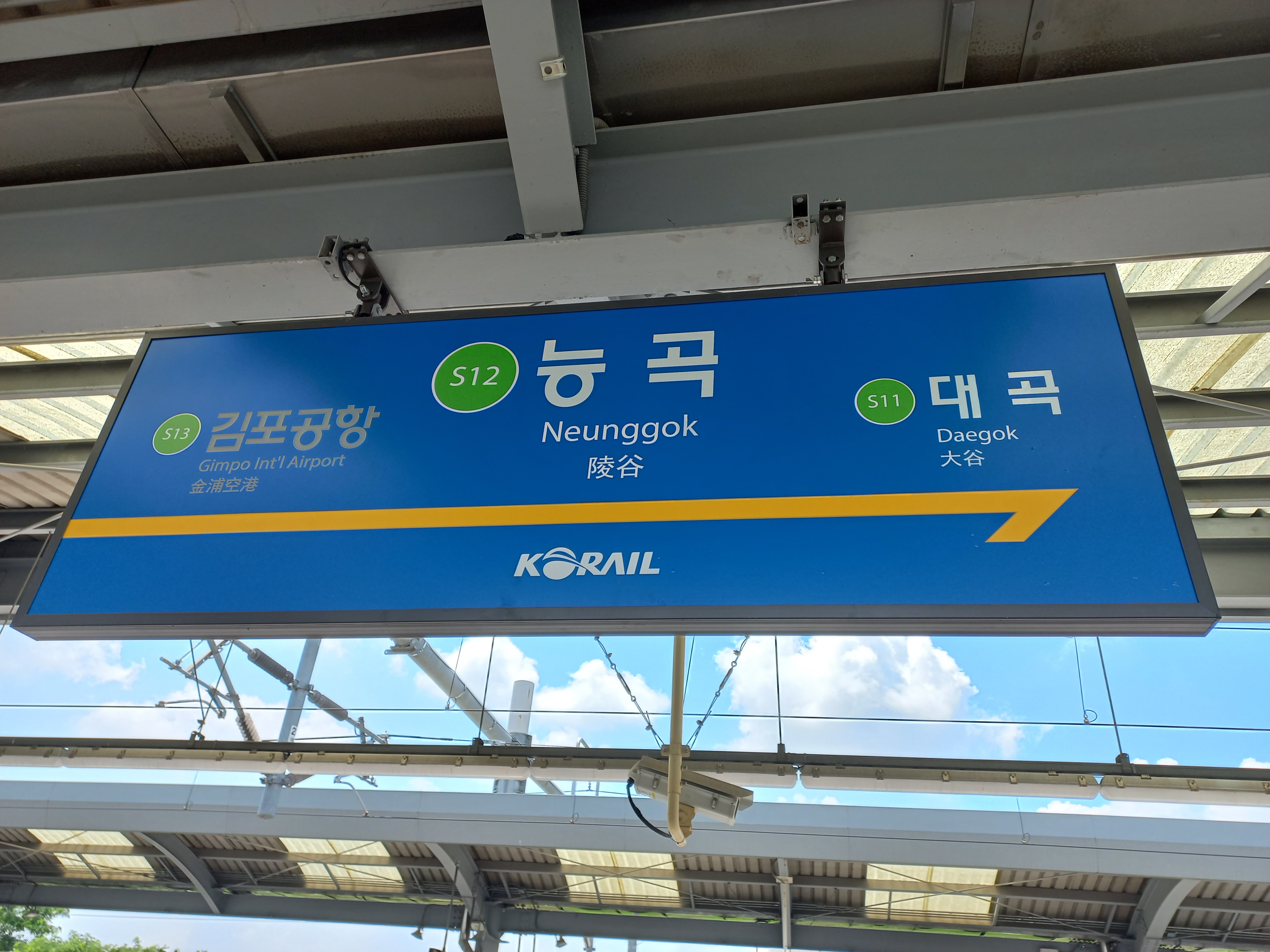
Bảng tên ga Tuyến Seohae